# زو یوچن
زو یوچن (انگلیسی: Zou Yuchen؛ زادهٔ ۵ ژوئیهٔ ۱۹۹۶) بازیکن بسکتبال اهل چین است.
از باشگاه‌هایی که در آن بازی کرده‌است می‌توان به باشگاه بسکتبال بایی راکتس اشاره کرد.